# Diócesis de San Cristóbal de La Laguna
La diócesis de San Cristóbal de La Laguna, de Tenerife o Nivariense (en latín: Dioecesis Sancti Christophori de Laguna o Nivariensis) es una circunscripción eclesiástica de la Iglesia católica en España. Se trata de una diócesis latina, sufragánea de la archidiócesis de Sevilla. Desde el 24 de febrero de 2025 su obispo es Eloy Alberto Santiago Santiago.

## Territorio y organización
La diócesis tiene 3381 km² y extiende su jurisdicción sobre los fieles católicos de rito latino residentes en la provincia de Santa Cruz de Tenerife (islas de Tenerife, La Palma, La Gomera y El Hierro) de la comunidad autónoma de Canarias. Comprende el territorio de 54 municipios.

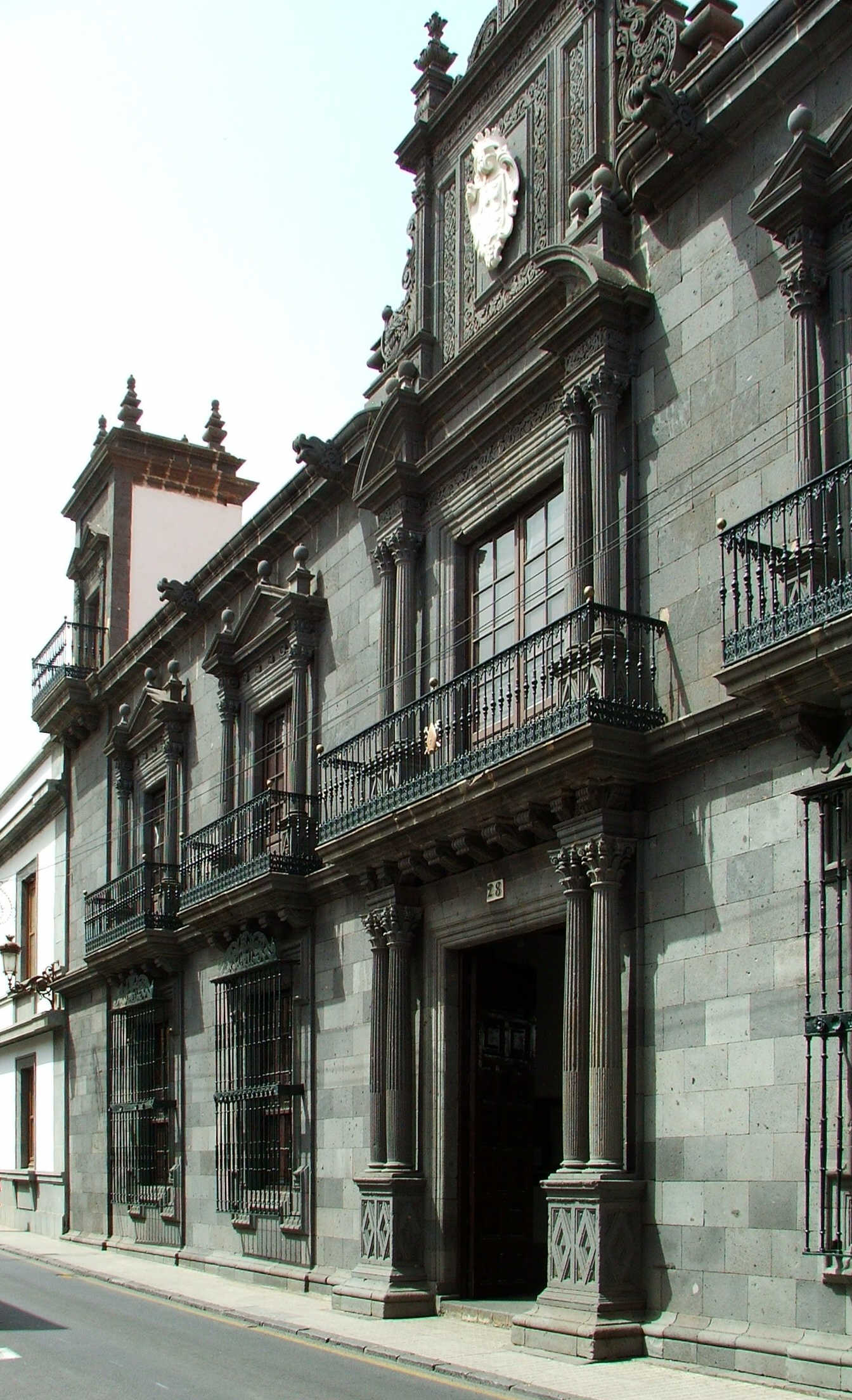
Fachada de la Casa Salazar, sede del obispo

La sede de la diócesis se encuentra en la ciudad de San Cristóbal de La Laguna, en donde se halla la Catedral de Nuestra Señora de los Remedios. La residencia del obispo se encuentra en la Casa Salazar. En Candelaria, en la isla Tenerife, se encuentra la basílica de Nuestra Señora de la Candelaria, que es un importante centro de peregrinación. Para formar a los seminaristas, el obispado cuenta con un seminario diocesano.
En 2020 en la diócesis existían 312 parroquias agrupadas en 13 arciprestazgos en la isla de Tenerife (Icod, Isora, Güímar, Granadilla, La Cuesta, La Laguna, La Orotava, La Salud, Ofra, Taco, Tacoronte, Tegueste y Santa Cruz de Tenerife); 2 en la isla de La Palma (Los Llanos de Aridane y Santa Cruz de La Palma); y los de La Gomera y El Hierro.
La diócesis publica para las parroquias e iglesias una revista mensual denominada Iglesia Nivariense, con referencias a las celebraciones y otros temas de carácter religioso de la diócesis.

### Templos principales de la diócesis
Los principales templos de la diócesis de Tenerife se articulan entre diferentes tipos de templos católicos: catedral, basílica, iglesias matrices, reales santuarios, santuarios de patronas insulares, etc:
| Nombre                                                                                 | Imagen | Descripción |
| -------------------------------------------------------------------------------------- | ------ | --- |
| Santa Iglesia Catedral de Nuestra Señora de los Remedios de San Cristóbal de La Laguna |        | También conocida como la catedral Nivariense, es la catedral de la isla de Tenerife, de la diócesis de Tenerife y de la provincia de Santa Cruz de Tenerife. Sede del obispo de Tenerife.       |
| Basílica y Real Santuario Mariano de Nuestra Señora de la Candelaria                   |        | También llamada simplemente basílica de Candelaria, es el principal sitio de peregrinación de las islas, construida en honor de la patrona del Archipiélago Canario la Virgen de la Candelaria. |
| Parroquia Matriz de la Concepción de San Cristóbal de La Laguna                        |        | Históricamente fue la primera parroquia matriz de la isla de Tenerife antes de que existiese la catedral, rango que aún conserva.                                                               |
| Parroquia Matriz del Salvador de Santa Cruz de La Palma                                |        | Es la parroquia matriz de la isla de La Palma. |
| Parroquia Matriz de la Asunción de San Sebastián de La Gomera                          |        | Es la parroquia matriz de la isla de La Gomera. |
| Parroquia Matriz de Nuestra Señora de la Concepción de Valverde                        |        | Es la parroquia matriz de la isla de El Hierro. |
| Parroquia Matriz de la Concepción de Santa Cruz de Tenerife                            |        | Es la parroquia matriz de la capital de la isla de Tenerife, Santa Cruz de Tenerife. |
| Real Santuario del Santísimo Cristo de La Laguna                                       |        | Está consagrado a la venerada imagen del Santísimo Cristo de La Laguna. |
| Real Santuario Insular de Nuestra Señora de las Nieves                                 |        | Es la sede de la patrona de la isla de La Palma la Virgen de las Nieves. |
| Santuario Insular de Nuestra Señora de los Reyes                                       |        | Templo de la patrona de la isla de El Hierro, Nuestra Señora de los Reyes. |
| Ermita de Nuestra Señora de Guadalupe                                                  |        | Santuario de la patrona de la isla de La Gomera, Nuestra Señora de Guadalupe. |

## Historia

### Misiones evangelizadoras

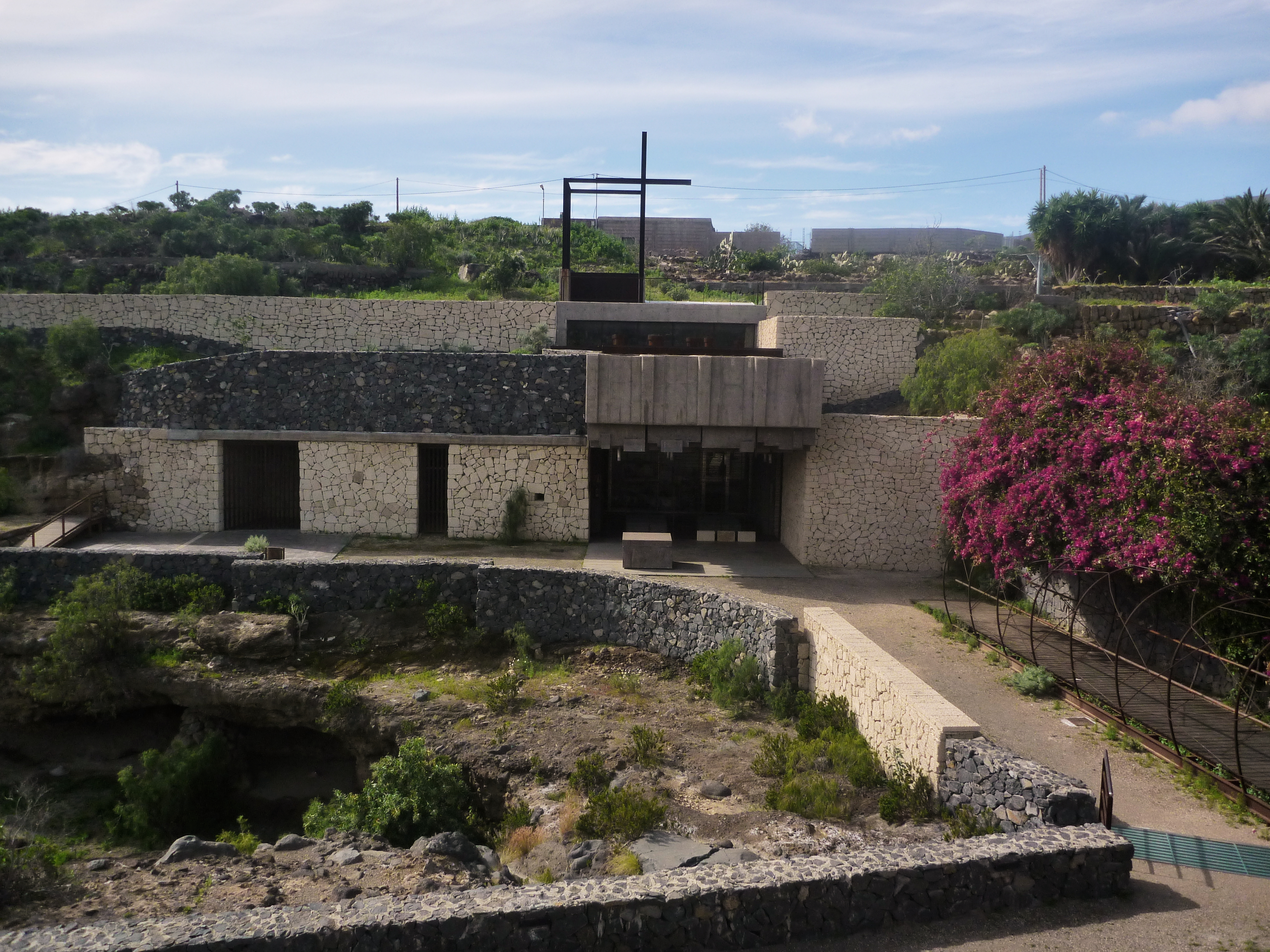
La Cueva de Chinguaro en Tenerife fue el primer lugar en donde los aborígenes guanches veneraron a la Virgen de Candelaria

Las islas Canarias fueron redescubiertas para el mundo europeo medieval a finales del siglo XIII con las expediciones de los hermanos Vivaldi o la de Lanceloto Malocello. Los mallorquines se interesaron pronto por las islas, organizándose varias expediciones comerciales en 1342. Enterado de estas noticias, e interesado en extender el catolicismo en el nuevo territorio, el papa Clemente VI concedió en 1344 el título de príncipe de la Fortuna a Luis de la Cerda con la obligación de evangelizar las islas, pero este proyecto quedó sin efecto debido a la muerte de Luis de la Cerda en 1348.
La llegada del cristianismo a las islas occidentales de Canarias tuvo lugar (como en las islas orientales) antes de la conquista total del archipiélago y su incorporación a la Corona de Castilla que tuvo lugar en 1496 con la conquista de la isla de Tenerife. La cristianización básicamente estuvo motivada como preparación para la posterior conquista.
De esta labor se ocuparon los frailes misioneros normandos y después catalanes y mallorquines (sobre todo franciscanos y dominicos) que se asentaron primero en las islas orientales en donde incluso fundaron obispados y desde donde comenzaron a evangelizar a las occidentales. Estos, (al igual que ocurrirá más tarde en América) acompañaban a los conquistadores en su misión de convertir y catequizar a los aborígenes canarios, que al igual que otros pueblos antiguos tenían su propia religión. Esta era esencialmente de tipo animista (consideraban sagrados ciertos fenómenos naturales), pero también politeísta pues tenían una gran cantidad de dioses. Quizás en este respecto, destaca la cristianización emprendida entre los guanches por el fraile y misionero fray Alfonso de Bolaños, apodado el «Apóstol de Tenerife», aproximadamente 30 años antes de la conquista de la misma.
Tras la conquista estos cultos serían erradicados o sincretizados, y sustituidos por la religión católica. La presencia de elementos cristianos en las islas occidentales de Canarias en esta época anterior a la conquista es un hecho palpable, ejemplo de ello es la presencia en dos de estas islas de imágenes marianas que alcanzarían gran notoriedad en todo el conjunto del archipiélago: La Virgen de Candelaria en Tenerife y la Virgen de las Nieves en La Palma. Cuando tuvo lugar la conquista de estas islas (y por lo tanto la conquista definitiva del archipiélago) los conquistadores observaron como los aborígenes de ambas islas ya veneraban a la Virgen María a través de estas dos advocaciones. Se cree que estas imágenes habrían sido llevadas a estas islas por misioneros mallorquines o catalanes un siglo antes, siendo veneradas por los aborígenes desde entonces.
Recientemente en Tenerife fue hallada una cruz cristiana grabada en la roca y orientada al sol, en un yacimiento guanche en el municipio de Buenavista del Norte. Este símbolo fue encontrado en un megalito utilizado para rituales de fecundidad y como calendario solar. Dicho hallazgo pone de relieve el supuesto conocimiento que los aborígenes tenían del cristianismo.

### Tras la conquista
La primera diócesis del archipiélago de Canarias fue la diócesis de las Islas de la Fortuna, erigida por el papa Clemente VI el 7 de noviembre de 1351 con sede en Telde. Fue erigida antes de la conquista de las islas, y perdió su continuidad tras el martirio de trece sacerdotes a manos de los nativos. Su propósito era el realizar labores de evangelización. Posteriormente se fundarían otras como la de San Marcial del Rubicón y la de Fuerteventura.
Ya poco después de la conquista de Canarias se propuso la erección de una diócesis en Tenerife: el propio conquistador, Alonso Fernández de Lugo, pidió en 1505 y 1513 a la corte de Castilla que trasladara la sede de la diócesis de Canarias desde Las Palmas de Gran Canaria a San Cristóbal de La Laguna. Esta propuesta, sin embargo, no se realizó, porque la sede había sido trasladada a Gran Canaria desde Rubicón, en el sur de la isla de Lanzarote, unos años antes, en 1483, haciéndose efectivo un decreto del papa Eugenio IV de 1435.
Al poco tiempo tras la conquista de Canarias, Tenerife se convirtió rápidamente en la isla más poblada del archipiélago y San Cristóbal de La Laguna en el núcleo urbano más importante de Canarias. Fernández de Lugo, que había recibido el título de «primer adelantado de las Islas Canarias» por parte de los Reyes de España deseaba pues, elevar el rango eclesiástico de la Villa de San Cristóbal de La Laguna, ciudad por él fundada y en donde se situaba su residencia.
En ese momento, estaba aún reciente el traslado de la sede episcopal canaria al Real de Las Palmas en la isla de Gran Canaria, sede que inicialmente se encontraba en San Marcial del Rubicón en el sur de la isla de Lanzarote (por haber sido esta la primera isla conquistada). Sin embargo la idea del traslado de la sede episcopal a La Laguna no prosperó. Los motivos de la negativa se basaron básicamente en el hecho de que ya se había comenzado a construir y ampliar la nueva Catedral de Santa Ana en Las Palmas y la oligarquía grancanaria deseaba tener cierta estabilidad e independencia de las autoridades gobernantes de Canarias que tenían su sede en La Laguna.
Poco después, se intentó compartir la sede diocesana entre Las Palmas y La Laguna pero tampoco prosperó dicha idea. En 1515 el entonces único ayuntamiento de Tenerife (con Fernández de Lugo a la cabeza) aprovechó el acto de fundación de la iglesia de Nuestra Señora de los Remedios (actual Catedral) para reiterar a la Corte la necesidad de residencia en Tenerife de parte de los miembros del Cabildo Catedral de Canarias, que tenían su sede en Las Palmas de Gran Canaria. El Cabildo dirigió el 22 de julio de 1515 a la reina Juana un escrito entre cuyos capítulos demandaba la división del Coro Catedral entre Las Palmas y La Laguna. La petición se fundaba "en concordancia con lo solicitado por sus correligionarios tres siglos más tarde, por ser la isla de Tenerife la más fértil, la mayor del Archipiélago, el elevado número de vecinos y sus importantes expectativas económicas". El 19 de noviembre de 1517 el ayuntamiento volvió a remitir a la Corte un escrito en similares términos donde se ratificaban en la decisión anterior, el cual no alcanzó ninguna respuesta positiva. Posteriormente, las peticiones de erección de una diócesis establecía que su jurisdicción debía abarcar las islas occidentales de Canarias.
En los siglos XVI y XVII se desarrollaron fuertemente las congregaciones de vida contemplativa y religiosa. En este periodo nacieron en Tenerife José de Anchieta (1534-1597) y Pedro de San José de Betancur (1626-1667), los dos primeros santos nativos de Canarias. Se les considera dos de los más grandes misioneros que existieron en América: José de Anchieta fue misionero en Brasil, donde fundó la ciudad de São Paulo y fue uno de los fundadores de Río de Janeiro; Pedro de Betancur fue misionero en Guatemala y fundó la Orden de los Hermanos de Belén, primera orden religiosa surgida en América. Casi contemporánea fue otra monja tinerfeña con fama de santidad: sor María de Jesús de León y Delgado, conocida como La Siervita (1643-1731) y cuyo cuerpo permanece incorrupto.
Debido a la posición de Tenerife como isla más poblada del archipiélago y la importancia de San Cristóbal de La Laguna, en 1783 se volvió a solicitar la erección de una diócesis en La Laguna, suscitando la reacción negativa del obispo y el cabildo de la catedral de Gran Canaria. Finalmente se decidió nombrar un obispo auxiliar en Tenerife, Vicente Román y Linares, obispo in partibus infidelium de Dausara. Sin embargo, la oligarquía tinerfeña siguió presionando para conseguir la participación, promulgada el 21 de diciembre de 1819 por Román de Linares, que estuvo al frente de ella hasta el nombramiento del primer obispo titular, en 1824. Una de las razones fundamentales que justificaba la erección de una nueva diócesis se debía al hecho de que se consideraba que las islas occidentales de Canarias no estaban lo suficientemente bien atendidas pastoralmente.

### Erección de la diócesis

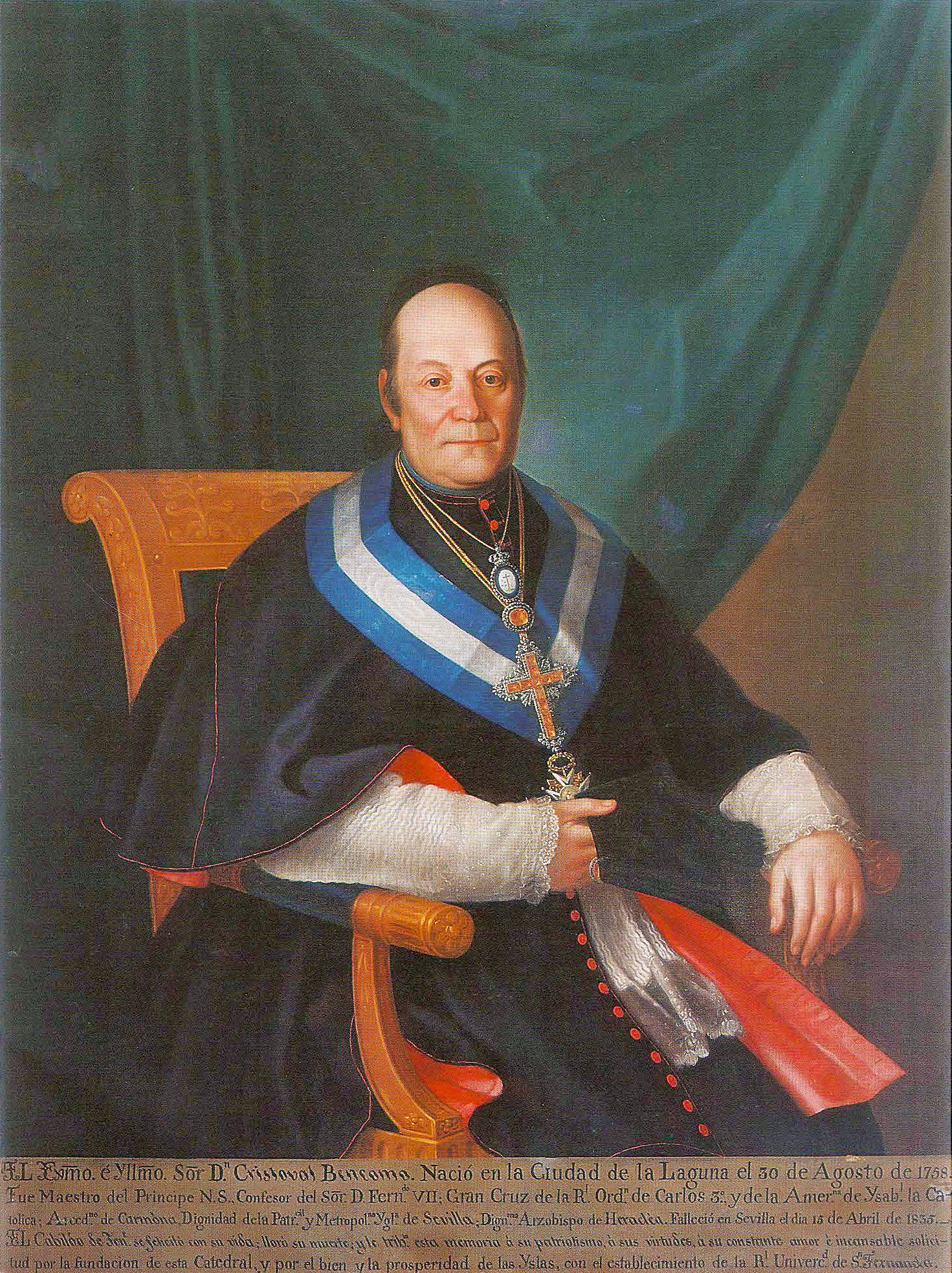
Cristóbal Bencomo y Rodríguez. Confesor del rey Fernando VII de España y arzobispo titular de Heraclea. Fue el gran impulsor de la erección de la diócesis de San Cristóbal de La Laguna

En 1818 el clero y las autoridades de Tenerife solicitaron de nuevo la erección de la diócesis a la Santa Sede (en esta ocasión con apoyo del rey Fernando VII de España) en un documento llamado Instrucción de la Cámara de Castilla, teniendo respuesta favorable del papa Pío VII. El 1 de febrero de 1819 una bula papal titulada In cathedra illius, aprobaba la división del obispado de Canarias en dos diócesis. La bula de la erección de la diócesis fue firmada mientras el papa se encontraba en el Palacio del Quirinal en Roma, junto a la Basílica de Santa María la Mayor. Sin embargo, el primer obispo no fue nombrado hasta 1824.
En este cometido de lograr la erección de la diócesis de Tenerife, tuvo un papel importante el presbítero lagunero Cristóbal Bencomo y Rodríguez, confesor del rey Fernando VII y arzobispo titular de Heraclea.
El papa Pío VII al erigir la diócesis determinó en la bula aspectos fundamentales de la organización de la misma; que la sede catedral sea la parroquia de Nuestra Señora de los Remedios de San Cristóbal de La Laguna, que la diócesis esté formada por las cuatro islas occidentales de Canarias, que el nombre oficial de la diócesis sea el mismo que el de la ciudad en donde está su sede, que los documentos concernientes a la diócesis Nivariense depositados en la secretaría de la curia de Las Palmas de Gran Canaria deban ser trasladados al nuevo obispado, que la nueva diócesis y su catedral sean sufragáneas de la archidiócesis de Sevilla, y que el patronazgo de la nueva diócesis queda establecido de la siguiente manera: la Virgen de los Remedios como patrona principal de la catedral y del obispado, y san Fernando Rey y santa Isabel de Portugal como copatronos de los mismos.
El 21 de diciembre de 1819 tuvo lugar la solemne consagración de la parroquia de los Remedios como catedral de la diócesis y se instituyó el Cabildo Eclesiástico a cargo del obispo Vicente Román y Linares. A partir de ese momento, la diócesis de Tenerife comenzó a existir de forma independiente propiamente dicha. Sin embargo la diócesis no gozó de una estabilidad plena durante las primeras décadas de su existencia.
El 24 de octubre de 1832 se estableció el seminario diocesano.

### Supresión y restablecimiento de la diócesis
El concordato de 1851 preveía la unión de la diócesis de Tenerife con la de Canarias; Se declaró sede vacante tras el traslado del obispo Luis Folgueras y Sión como arzobispo de Granada. Este concordato pretendía homologar la jurisdicción civil y eclesiástica nombrando un obispo por provincia. Puesto que en ese momento solo existía una provincia para todo el archipiélago canario, la provincia de Canarias con capital en Santa Cruz de Tenerife, se da preferencia a la conservación de la diócesis de Canarias por ser la más antigua de las dos diócesis del archipiélago. Este concordato, sin embargo, no tuvo efecto canónico y no fue seguido por ninguna bula papal que confirmara y ratificara sus decisiones.
Sin embargo, contra lo previsto en el Concordato, se siguieron nombrando vicarios capitulares y/o administradores apostólicos en vez de nombrar un obispo auxiliar del de la diócesis de Canarias, por lo cual nunca se realizó una agregación total a esta diócesis sino que más bien se suprimió la dotación para el obispado de Tenerife. El Cabildo Catedral de Canarias se posicionó en contra de la resolución del Concordato, defendiendo la independencia de la diócesis de Tenerife. También el cardenal Judas Tadeo José Romo y Gamboa, arzobispo de Sevilla que había sido también obispo de la diócesis de Canarias se mantuvo a favor de mantener las dos diócesis. En el resto de España también se alzaron voces descontentas con la supresión del obispado de Tenerife, entre ellas el obispo de la diócesis de Osma-Soria, Vicente Horcos San Martín.
En el reinado de Alfonso XIII, restauradas las relaciones entre España y la Santa Sede, se procedió al cumplimiento del Concordato de 1851, pero habiendo sido transformada la diócesis de Ciudad Real en Priorato de Órdenes Militares, la Santa Sede exigió que se mantenga una de las diócesis condenadas a desaparecer, y la bula Ad Apostolicam de 1875 declara que "no se llevará a efecto,.... la unión de la diócesis de Tenerife con la de Canarias" y que "No tendrá efecto el nombramiento de Obispo Auxiliar para Tenerife". Por este motivo establece la conservación y restablecimiento de la diócesis de Tenerife. Tras varios intentos fallidos de nombrar obispo, resulta nombrado Ildefonso Joaquín Infante y Macías en 1877.

### En la actualidad
En 1959 nació en esta diócesis la Fundación Misioneras y Misioneros Identes, integrada por religiosos y misioneros laicos, solteros o casados.
En sus 200 años de historia, la diócesis de Tenerife sólo ha celebrado un Sínodo Diocesano Nivariense bajo el lema "Renovación, comunión y misión". La convocatoria del Sínodo se realizó el día 15 de agosto de 1995 en la basílica de Nuestra Señora de la Candelaria. Fue abierto el 31 de mayo de 1998 en la Catedral de San Cristóbal de La Laguna y cerrado el 8 de diciembre del año siguiente en la misma catedral. El 2 de febrero de 1999 se firmaron las Constituciones Sinodales en la basílica de Candelaria. Se centró principalmente en la comprensión del Concilio Vaticano II, la renovación espiritual de la Iglesia local a principios del tercer milenio y la búsqueda de respuestas adecuadas a los cambios sociales, políticos y culturales.
El 23 de enero de 2006 un incendio acabó con el Palacio de la familia Salazar de Frías (Condes del Valle de Salazar, actualmente San Andrés) que hasta el momento era la sede episcopal. Era un edificio del siglo XVII, aunque hasta finales del siglo XIX no fue residencia del obispo. En 2009 fue totalmente reconstruido.
El 31 de enero de 2010 la Orden del Santo Sepulcro de Jerusalén, formada por los Caballeros de la Sección de Canarias y de la archidiócesis de Sevilla, ubicaron su sede para toda Canarias en la iglesia de Los Dolores de La Laguna. La Orden del Santo Sepulcro de Jerusalén se encuentra también establecida en más de 48 países.
Desde el 24 de febrero de 2025 el obispo de esta diócesis es Eloy Alberto Santiago Santiago.

## Estadísticas
Según el Anuario Pontificio 2021 la diócesis tenía a fines de 2020 un total de 915 600 fieles bautizados.
| Año                                                                             | Población            | Población | Población      | Sacerdotes | Sacerdotes    | Sacerdotes    | Bautizados por sacerdote | Diáconos permanentes | Religiosos | Religiosos | Parroquias |
| Año                                                                             | Bautizados católicos | Total     | % de católicos | Total      | Clero secular | Clero regular | Bautizados por sacerdote | Diáconos permanentes | Varones    | Mujeres    | Parroquias |
| ------------------------------------------------------------------------------- | -------------------- | --------- | -------------- | ---------- | ------------- | ------------- | ------------------------ | -------------------- | ---------- | ---------- | ---------- |
| 1950                                                                            | 398 812              | 400 510   | 99.6           | 161        | 106           | 55            | 2477                     |                      | 43         | 368        | 117        |
| 1970                                                                            | 540 203              | 558 612   | 96.7           | 259        | 164           | 95            | 2085                     |                      | 115        | 700        | 232        |
| 1980                                                                            | 646 000              | 676 000   | 95.6           | 206        | 148           | 58            | 3135                     |                      | 103        | 540        | 290        |
| 1990                                                                            | 692 000              | 721 000   | 96.0           | 216        | 157           | 59            | 3203                     |                      | 95         | 557        | 291        |
| 1999                                                                            | 724 234              | 772 449   | 93.8           | 256        | 198           | 58            | 2829                     | 1                    | 99         | 529        | 294        |
| 2000                                                                            | 732 000              | 780 152   | 93.8           | 238        | 190           | 48            | 3075                     | 1                    | 92         | 1032       | 294        |
| 2001                                                                            | 751 000              | 800 020   | 93.9           | 239        | 191           | 48            | 3142                     | 4                    | 92         | 1032       | 297        |
| 2002                                                                            | 805 399              | 856 808   | 94.0           | 247        | 198           | 49            | 3260                     | 4                    | 96         | 1025       | 300        |
| 2003                                                                            | 839 066              | 892 718   | 94.0           | 260        | 213           | 47            | 3227                     | 4                    | 83         | 474        | 307        |
| 2004                                                                            | 823 736              | 915 262   | 90.0           | 260        | 216           | 44            | 3168                     | 3                    | 80         | 474        | 309        |
| 2010                                                                            | 884 000              | 1 020 490 | 86.6           | 255        | 206           | 49            | 3466                     | 5                    | 86         | 348        | 312        |
| 2014                                                                            | 892 000              | 1 014 829 | 87.9           | 243        | 200           | 43            | 3670                     | 6                    | 86         | 336        | 312        |
| 2017                                                                            | 890 400              | 1 004 124 | 88.7           | 238        | 185           | 53            | 3741                     | 6                    | 80         | 359        | 312        |
| 2020                                                                            | 915 600              | 1 032 983 | 88.6           | 228        | 181           | 47            | 4015                     | 7                    | 80         | 179        | 312        |
| Fuente: Catholic-Hierarchy, que a su vez toma los datos del Anuario Pontificio. |                      |           |                |            |               |               |                          |                      |            |            |            |

### Formación sacerdotal
Para atender las aspiraciones al ministerio presbiteral, el obispado cuenta con un centro de formación sacerdotal. El Seminario Diocesano de Tenerife fue creado por el obispo Ildefonso Joaquín Infante y Macías, el 21 de septiembre de 1877. El seminario inició sus tareas de formación de los primeros 54 seminaristas en el antiguo convento de Dominicos en La Laguna.
Posteriormente, con la llegada del obispo Luis Franco Cascón se inició el proyecto de construcción de un nuevo seminario el 12 de octubre de 1964 y celebrándose el acto de bendición y colocación de la primera piedra el 1 de mayo de 1965. Para recaudar fondos para este proyecto se realizaron diversas actividades tanto pastorales como populares, entre estas destaca la peregrinación que el obispo Franco Cascón estableció de las cuatro patronas insulares de la diócesis en un recorrido por todos los pueblos de sus respectivas islas.
El edificio del Seminario diocesano fue inaugurado en 1974 por el obispo Luis Franco Cascón y se encuentra en la ciudad de San Cristóbal de La Laguna. El edificio es compartido por otras organizaciones y para otras finalidades, tales como: Instituto Superior de Teología de las Islas Canarias, Residencia Universitaria Santo Tomás de Aquino, Colegio y Centro politécnico.
Según cifras oficiales, en el curso 2017-2018 se formaron 16 seminaristas en el Seminario Mayor diocesano.

## Patronazgo

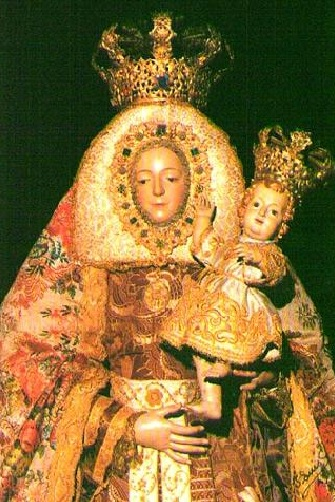
Virgen de los Remedios, patrona de la diócesis. La imagen se venera en la Catedral

La patrona de la diócesis de San Cristóbal de La Laguna es la Virgen de los Remedios. Dicho patronazgo fue establecido por el mismo decreto de erección de esta diócesis en 1819 por el papa Pío VII. En el decreto papal se establece también como copatronos a san Fernando Rey y a santa Isabel de Portugal. Por su parte, la Virgen de Candelaria (que se venera también en esta diócesis), es la patrona general de las Islas Canarias.,,,, Mención especial merece san Cristóbal de Licia, el cual es el santo titular (que no patrón) de la diócesis debido a que esta lleva el nombre de la ciudad, y por lo tanto incluye el nombre de este santo.
El patronazgo de las islas de esta diócesis, es el siguiente: 
- Patrona de la isla de Tenerife: Nuestra Señora de Los Remedios (aunque dicho título es adjudicado popularmente a la Virgen de Candelaria, quién es la patrona del archipiélago en su totalidad).[35]
- Patrona de la isla de La Gomera: Nuestra Señora de Guadalupe (la histórica patrona de la isla, fue la Virgen del Buen Paso, actualmente en Perú).[36]
- Patrona de la isla de La Palma: Nuestra Señora de las Nieves.[37]
- Patrona de la isla de El Hierro: Nuestra Señora de los Reyes (la histórica patrona de la isla, era la Inmaculada Concepción de la Villa de Valverde).[38]

Igualmente existen en las islas otros santos patrones:
- San Miguel Arcángel (santo patrono de las islas de La Palma[39] y Tenerife).[40]
- San Sebastián (patrono de La Gomera).[41]
- San Agustín de Hipona (patrono de El Hierro).[42]

## Festividades
El calendario litúrgico propio y oficial de la diócesis, aprobado por la Santa Sede incluye las siguientes festividades:
- El 2 de febrero: festividad litúrgica de Nuestra Señora de la Candelaria, patrona de Canarias, solemnidad;
- El 24 de abril: fiesta del santo Hermano Pedro de San José Betancur, laico, fiesta;
- El 9 de junio: fiesta de san José de Anchieta, presbítero, fiesta;
- El 15 de julio: fiesta de los beatos Mártires de Tazacorte, mártires, memoria obligatoria;
- El 27 de julio: fiesta de san Cristóbal, mártir, solemnidad;
- El 6 de septiembre: fiesta de la dedicación de la catedral, solemnidad (en la catedral) y fiesta en la diócesis;

## Coronaciones canónicas en la diócesis
Lista de las imágenes marianas que han sido coronadas canónicamente en la diócesis Nivariense:
- 13 de octubre de 1889: Nuestra Señora de la Candelaria (Tenerife). Su Coronación canónica fue la primera de Canarias y una de las primeras de España.[44]
- 22 de junio de 1930: Nuestra Señora de las Nieves (La Palma).[45]
- 1 de marzo de 1953: Inmaculada Concepción de la Villa de Valverde (El Hierro).[46]
- 17 de mayo de 1953: Nuestra Señora de los Reyes (El Hierro).[47]
- 5 de diciembre de 1954: Inmaculada Concepción de San Cristóbal de La Laguna (Tenerife).[48]
- 16 de septiembre de 1956: Nuestra Señora de la Luz de Guía de Isora (Tenerife).[49]
- Año 1960: María Auxiliadora de Santa Cruz de Tenerife (Tenerife).
- 12 de octubre de 1973: Nuestra Señora de Guadalupe (La Gomera).[50]
- 18 de julio de 1982: Nuestra Señora del Carmen de Los Realejos (Tenerife).
- 17 de julio de 1988: Nuestra Señora del Carmen de La Orotava (Tenerife).
- 9 de octubre de 1994: Nuestra Señora de la Encarnación de Adeje (Tenerife).
- 7 de septiembre de 1997: Nuestra Señora de Los Remedios de San Cristóbal de La Laguna (Tenerife).
- 8 de diciembre de 1999: Nuestra Señora de la Concepción de Santa Cruz de Tenerife (Tenerife).
- 30 de mayo de 2007: María Auxiliadora de Arafo (Tenerife).
- 19 de octubre de 2008: Nuestra Señora del Socorro de Güímar (Tenerife).[51]
- Enero de 2010: Nuestra Señora de Candelaria de la capilla del Hospital Universitario Nuestra Señora de Candelaria de Santa Cruz de Tenerife (Tenerife).[52]
- 14 de abril de 2013: Nuestra Señora de las Angustias de Los Llanos de Aridane (La Palma).[53]
- 11 de agosto de 2013: Nuestra Señora de Candelaria de Chipude (La Gomera).[54]
- 31 de agosto de 2018: Nuestra Señora de El Buen Viaje de El Tanque (Tenerife).[55]
- 23 de abril de 2023: María Auxiliadora de La Orotava (Tenerife).[56]
- 18 de agosto de 2024: Nuestra Señora del Rosario de Valle de Guerra en San Cristóbal de La Laguna (Tenerife).[57]
- 25 de agosto de 2024: Nuestra Señora del Buen Viaje de Icod el Alto en Los Realejos (Tenerife).[58]

## Santos y beatos de la diócesis
La diócesis de Tenerife cuenta con santos, beatos y venerables de gran devoción popular, entre los que destacan:
- Santos:
  - Pedro de San José Betancur (Hermano Pedro, primer santo canario) (1626-1667). Nació en Vilaflor (Tenerife). Misionero franciscano y fundador de la Orden de los Betlemitas.
  - Padre José de Anchieta (Padre Anchieta) (1534-1597). Nació en San Cristóbal de La Laguna (Tenerife). Sacerdote y misionero jesuita.
- Beatos:
  - Mártires de Tazacorte, de diversos lugares de Portugal y España (fallecidos en 1570). Frailes y misioneros martirizados frente a las costas de La Palma, isla en donde gozan de una gran veneración especialmente en Tazacorte. Aunque propiamente ninguno de ellos era natural de Canarias se los ha incluido entre los beatos de la diócesis.
  - José Torres Padilla (1811-1878). Nació en San Sebastián de La Gomera (La Gomera). Religioso.
- Venerables y siervos de Dios:
  - María de León Bello y Delgado (Sor María Jesús de León Delgado, La Siervita) (1643-1731). Nació en El Sauzal (Tenerife). Monja dominica y mística.
  - Fray Juan de Jesús (1615-1687). Nació en Icod de los Vinos (Tenerife). Fraile franciscano.
  - Sor María de San Antonio Lorenzo y Fuentes (1665-1741). Nació en Garachico (Tenerife). Monja dominica.
  - Sor María Justa de Jesús (1667-1723). Nació en La Victoria de Acentejo (Tenerife). Monja franciscana y mística.